# Tränenbein

Schädel in Seitenansicht:
1. Stirnbein (Os frontale)
2. Scheitelbein (Os parietale)
3. Nasenbein (Os nasale)
4. Siebbein (Os ethmoidale)
5. Tränenbein (Os lacrimale)
6. Keilbein (Os sphenoidale)
7. Hinterhauptbein (Os occipitale)
8. Schläfenbein (Os temporale)
9. Jochbein (Os zygomaticum)
10. Oberkiefer (Maxilla)
11. Unterkiefer (Mandibula)

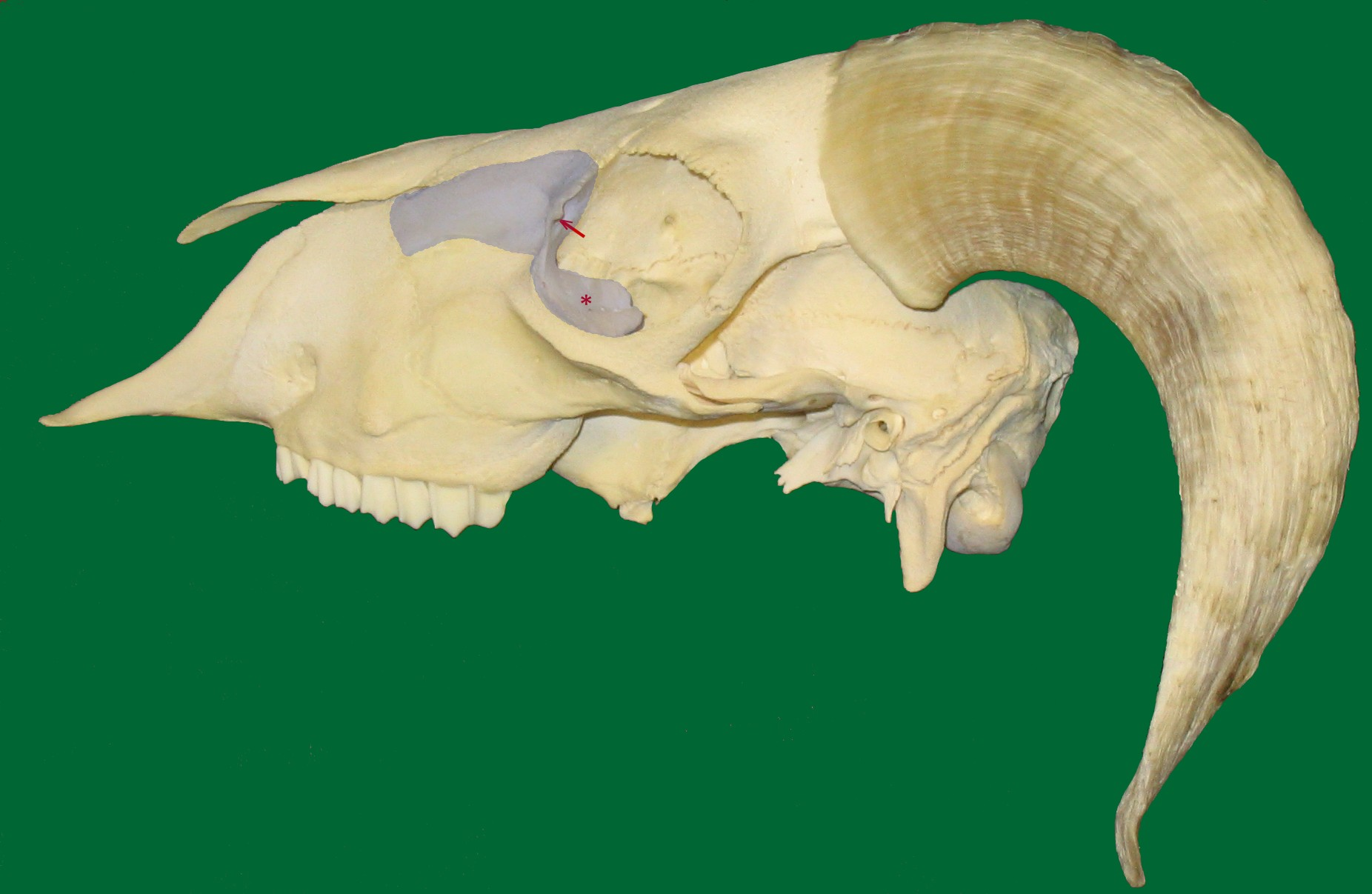
Schädel eines Schafes
Os lacrimale farbig markiert

Das Tränenbein (Os lacrimale) ist einer der Schädelknochen und Teil des Gesichtsschädels. Es handelt sich um ein paariges, dünnes Knochenplättchen, das einen Teil der Augenhöhle und der seitlichen Nasenhöhlenwand bildet.
Das Tränenbein bildet (beim Menschen zusammen mit dem Oberkiefer) die Tränensackgrube (Fossa sacci lacrimalis, auch als „Tränentrichter“ bezeichnet), in der der Tränensack liegt. Außerdem bildet es einen Teil des Tränen-Nasen-Kanals (Canalis lacrimalis), in dem der häutige Tränen-Nasen-Gang (Ductus nasolacrimalis) liegt. Der Eingang in den Canalis lacrimalis ist das Foramen lacrimale. Bei Wiederkäuern ist das Tränenbein ventrokaudal blasig zur Bulla lacrimalis aufgetrieben.
Bei Paarhufern ist das Tränenbein pneumatisiert. Diese Nasennebenhöhle wird als Tränenbeinhöhle (Sinus lacrimalis) bezeichnet. Bei Pferden erstreckt sich die sehr große Kieferhöhle bis in das Tränenbein hinein.
Die Länge des Tränenbeins wird bei einigen Tierarten zur Identifikation von Unterarten verwendet. Dies ist beispielsweise beim Wildschwein der Fall.